# Siracenos

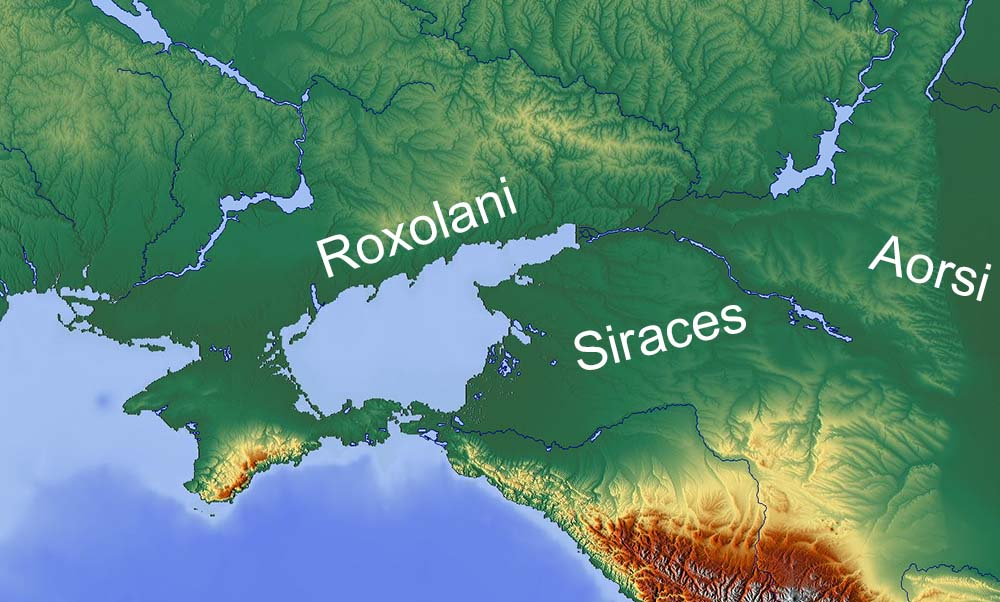
Localização dos siracenos em relação aos aorsos e roxolanos

Siracenos (em latim: siraceni; em grego: Σιρακηνοί; romaniz.: Siracenoí) segundo Ptolomeu, siraces segundo Estrabão e Mela, siracos (em latim: siraci; em grego: σιρακοί/σιράχοι, siracoí/siráchoi) segundo Tácito, Estrabão e algumas inscrições, eram uma tribo grande e poderosa da Sarmácia que habitou a costa leste do lago Meótis, além dos rios Ra e Acardeu, no distrito de Siracena. Eram governados por seus próprios reis e no fim da década de 40 seu rei Zorsines lutou contra o Império Romano e o Reino do Bósforo.